# Holy Fvck
Holy Fvck è l'ottavo album in studio della cantante statunitense Demi Lovato, pubblicato il 19 agosto 2022 dalla Island Records.

## Descrizione
Il progetto discografico è il secondo della cantante, dopo il precedente Dancing with the Devil... the Art of Starting Over, ad allontanarsi dalle sonorità pop verso il genere rock e hard rock. Intervistata da Christian Allaire di Vogue, Lovato ha raccontato le intenzioni e il processo creativo alla base dell'album:
(Demi Lovato)
Il progetto espone attraverso i brani differenti fasi della vita della cantante, tra cui le dipendenze da alcol e droga, gli abusi sessuali subiti e il tormentato periodo adolescenziale vissuto sotto le produzioni cinematografiche della Walt Disney Company. La cantante ha inoltre affrontato il tema del rapporto controverso tra la propria identità di genere e la religione cattolica, raccontando:
(Demi Lovato)

## Accoglienza
| Recensione          | Giudizio |
| ------------------- | -------- |
| AllMusic            |          |
| Clash               | 7/10     |
| The Daily Telegraph |          |
| The Guardian        |          |
| The Independent     |          |
| NME                 |          |
| Pitchfork           | 6.5/10   |

Holy Fvck ha ricevuto una risposta positiva dalla critica musicale, ottenendo su Metacritic un punteggio di 78 su 100 basato su 12 recensioni professionali.
Moises Mendez II, recensendo l'album per la rivista Time, affronta la scelta di tornare al rock, riportando che «Demi ha raccontato apertamente che il periodo trascorso alla Disney è stato per molti versi traumatizzante; [...] È quindi logico che, se il suono pop-punk che la caratterizzava all'epoca scatena ricordi di giorni più bui, lei rifugga dal tornare a quel sound». Mendez II rimane piacevolmente colpito dalle tematiche affrontate, scrivendo che «album accompagna l'ascoltatore attraverso le sue emozioni», tra cui il tentato suicidio per una ricaduta nella droga nel 2018, e che rispetto ai precedenti album si esprime più liberamente «i suoi desideri, le sue voglie e la sua sessualità». Il giornalista si compiace che «sebbene la maggior parte dell'album contenga una produzione hardcore, chitarre e batteria inequivocabili, Lovato si assicura di mantenere la leggerezza necessaria per non appesantire troppo l'album» trovando che «la sua voce risplende anche quando i suoi testi sono carenti».
Anche Chris Malone Méndez di Forbes si sofferma sul ritorno alle sonorità rock della cantante, descrivendo il progetto «notevolmente più grintoso rispetto ai suoi lavori precedenti» poiché «Holy Fvck è il primo album della Lovato da quando è completamente sobria. [...] Questo ritorno alle sue radici, dice, è arrivato da tempo e ha rappresentato per lei un modo per riappropriarsi della sua narrativa dopo anni di drammi pubblici». Suzy Exposito del Los Angeles Times rimane colpita delle tematiche dell'album, in particolar modo della sua sessualità e della religione, scrivendo che in «Holy Fvck, la battaglia tra l'esplorazione sessuale della Lovato e la sua educazione cristiana battista si fonde in un vortice emotivo» in cui «Lovato canta di aver scelto la sua sessualità piuttosto che la fede pia».
Meno entusiasta la recensione di Sophie Harris del The Guardian che, sebbene riscontri che «Holy Fvck segna un vero e proprio cambiamento, [...] la sua ambizione coraggiosa e c'è sostanza», rimane delusa dalla «potente voce della Lovato inutilmente rifinita e sottoposta ad autotune, e 16 tracce sono troppo lunghe». Anche James Hall, del The Daily Telegraph, definisce il progetto «un tentativo genuino di affrontare un'età adulta travagliata e di lasciarsi il passato alle spalle» trovandolo tuttavia «un album pesante» il cui «tentativo deliberato è di mettere le acque nere tra passato e presente». Hall termina la recensione esprimendo le proprie perplessità se si tratti del genere musicale definitivo della cantante.

## Tracce
1. Freak (featuring Yungblud) – 2:36 (OAK, Demi Lovato, Yungblud, Alex Niceforo, Keith Sorrells, Laura Veltz, Michael Pollack)
2. Skin of My Teeth – 2:43 (OAK, Keith Sorrells, Laura Veltz, lil aaron, Alex Niceforo, Demi Lovato)
3. Substance – 2:40 (OAK, Alex Niceforo, Keith Sorrells, Laura Veltz, Jutes, Demi Lovato)
4. Eat Me (featuring Royal & the Serpent) – 3:21 (Demi Lovato, Royal & the Serpent, OAK, Alex Niceforo, Keith Sorrells, Laura Veltz,  OAK)
5. Holy Fvck – 2:34 (OAK, Demi Lovato, Alex Niceforo, Keith Sorrells, Laura Veltz, Salem Ilese)
6. 29 – 2:43 (OAK, Demi Lovato, Alex Niceforo, Keith Sorrells, Sean Douglas, Laura Veltz)
7. Happy Ending – 3:49 (Mitch Allan, OAK, Jutes, Laura Veltz, Demi Lovato, Alex Niceforo, Keith Sorrells)
8. Heaven – 2:27 (OAK, Demi Lovato, Alex Niceforo, Keith Sorrells, lil aaron, Laura Veltz)
9. City of Angels – 2:51 (Demi Lovato, OAK, Alex Niceforo, Keith Sorrells, Mitch Allen, Jutes, Salem Ilese)
10. Bones – 2:31 (Siouxsie Medley, Sean Friday, Emily Armstrong, Keith Sorrells, Demi Lovato, OAK, Alex Niceforo)
11. Wasted – 3:03 (OAK, Demi Lovato, Alex Niceforo, Keith Sorrells, Laura Veltz, Sean Douglas)
12. Come Together – 3:33 (OAK, Demi Lovato, Alex Niceforo, Keith Sorrells, Laura Veltz, Sean Douglas)
13. Dead Friends – 2:57 (OAK, Alex Niceforo, Keith Sorrells, Demi Lovato, Laura Veltz, Sam Ellis)
14. Help Me (featuring Dead Sara) – 3:23 (J. White Did It, Vell, David Brown, Megan Thee Stallion)
15. Feed – 3:13 (Demi Lovato, Laura Veltz, Daniel Tashian, JT Daly, Alex Niceforo, Keith Sorrells, OAK)
16. 4 Ever 4 Me – 3:46 (Demi Lovato, OAK, Mitch Allan, Susan Joyce, Laura Veltz, Alex Niceforo, Keith Sorrells)

## Successo commerciale
Holy Fvck ha esordito alla settima posizione della Billboard 200 con vendite totali di 33 000 unità equivalenti, divenendo l'ottavo album della cantante a piazzarsi nelle prime dieci posizioni della classifica. L'album ha inoltre esordito alla prima posizione delle classifiche Top Alternative Albums e Top Rock Albums statunitensi.
Nel Regno Unito, il disco ha esordito alla settima posizione con 6 488 unità vendute nella prima settimana.

## Classifiche
| Classifica (2022) | Posizione massima |
| ----------------- | ----------------- |
| Australia         | 47                |
| Austria           | 74                |
| Belgio (Fiandre)  | 14                |
| Belgio (Vallonia) | 52                |
| Canada            | 45                |
| Germania          | 26                |
| Irlanda           | 89                |
| Nuova Zelanda     | 36                |
| Paesi Bassi       | 45                |
| Portogallo        | 6                 |
| Regno Unito       | 7                 |
| Spagna            | 19                |
| Stati Uniti       | 7                 |
| Svizzera          | 41                |